# Not' fanfare concourt
Not' fanfare concourt è un cortometraggio del 1907 diretto da Albert Capellani.
Il film è stato distribuito nel mese di agosto 1907.